# Synidotea nodulosa
Synidotea nodulosa är en kräftdjursart som först beskrevs av Henrik Nikolai Krøyer 1846.  Synidotea nodulosa ingår i släktet Synidotea och familjen tånglöss. Inga underarter finns listade i Catalogue of Life.